# Kōtō
Pour les articles homonymes, voir Koto (homonymie).
Kōtō (江東区, Kōtō-ku) est un des vingt-trois arrondissements spéciaux de Tokyo, au Japon. L'arrondissement est fondé le 15 mars 1947 par la fusion des arrondissements de Fukagawa et Jōtō.

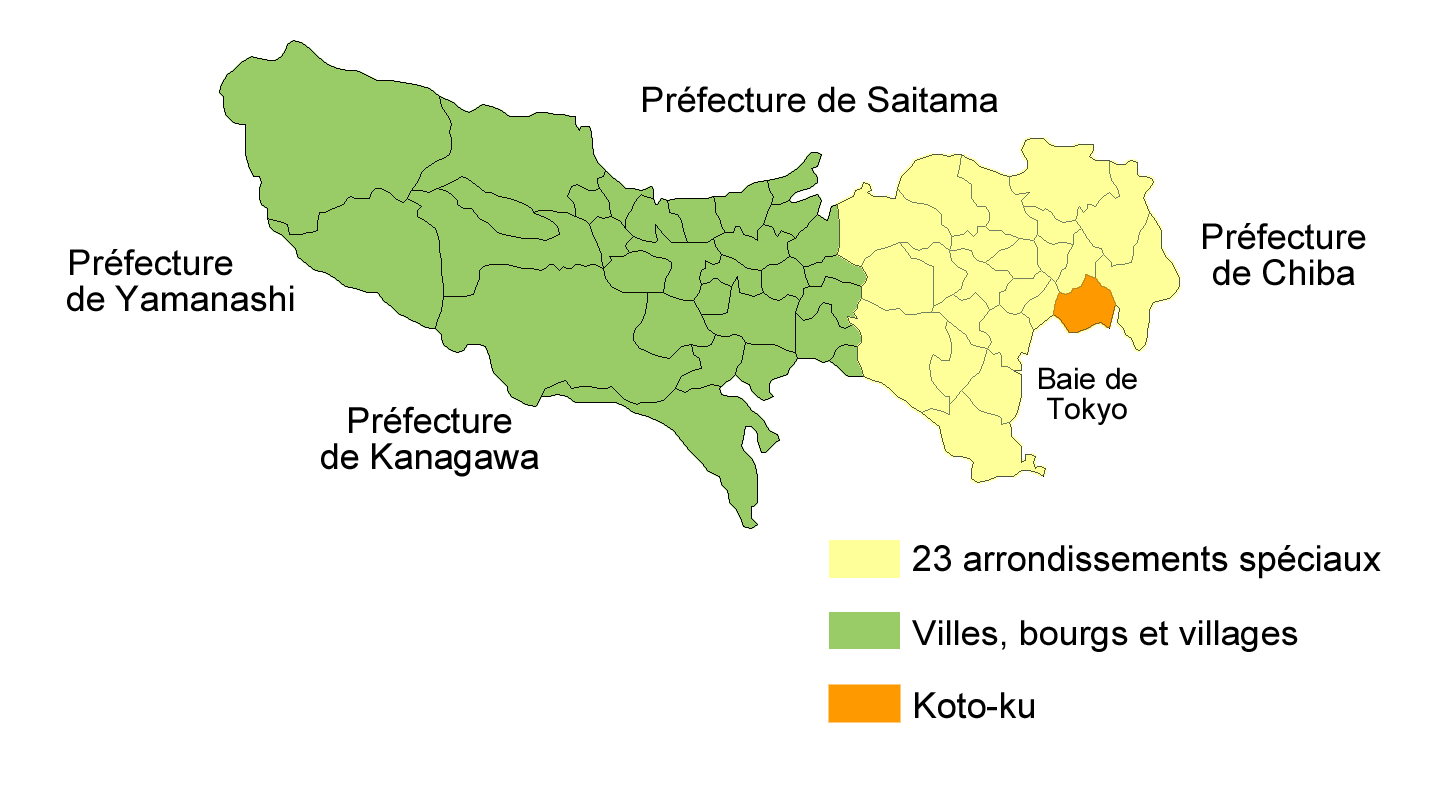
Situation de Kōtō-ku dans la préfecture de Tōkyō.

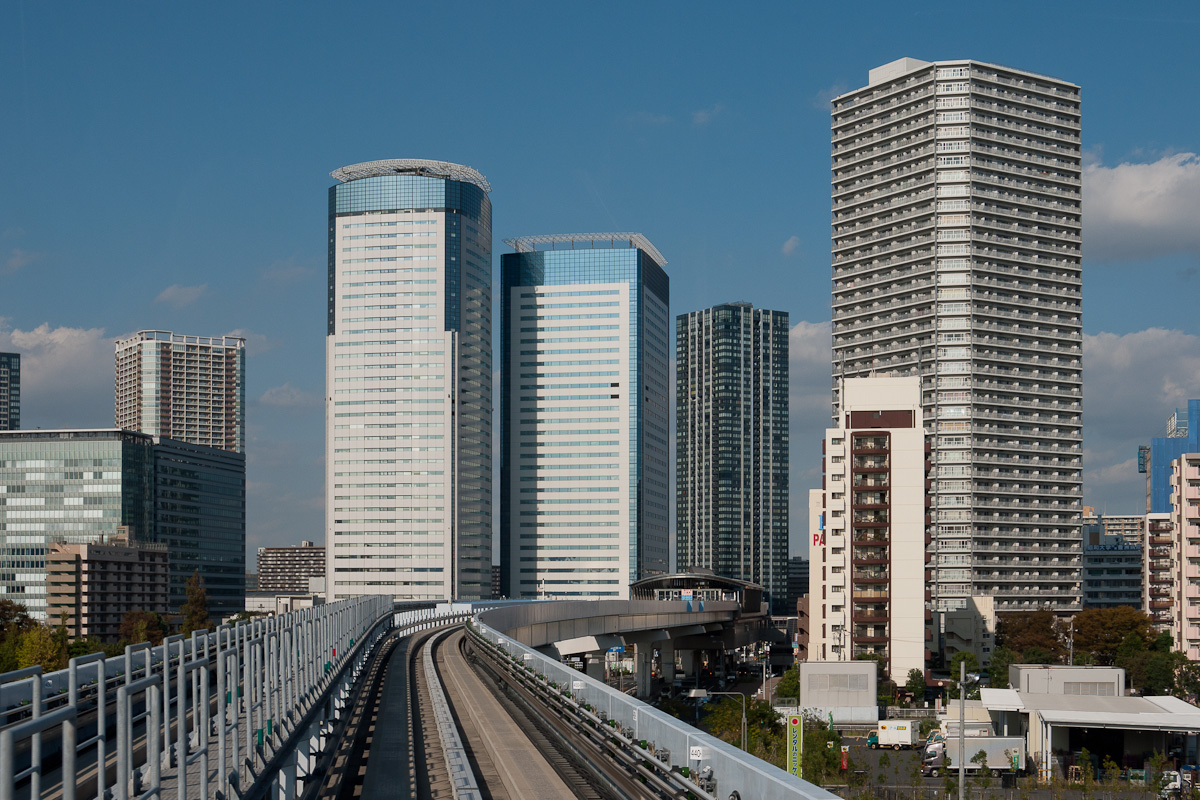
Toyosu.

La population de l'arrondissement est de 442 271 habitants pour une superficie de 39,48 km2 (en 2008). C'est le site du Centre aquatique olympique.

## Quartiers
- Aomi (青海?)
- Ariake (有明?)
- Ishijima (石島?)
- Umibe (海辺?)
- Eitai (永代?)
- Edagawa (枝川?)
- Echujima (越中島?)
- Ōgibashi (扇橋?)
- Oojima (大島?)
- Kameido (亀戸?)
- Kitasuna (北砂?)
- Kiba (木場?)
- Kiyosumi (清澄?)
- Saga (佐賀?)
- Sarue (猿江?)
- Shiohama (塩浜?)
- Shiomi (潮見?)
- Shinonome (東雲?)
- Shirakawa (白河?)
- Shinoobashi (新大橋?)
- Shinkiba (新木場?)
- Shinsuna (新砂?)
- Sumiyoshi (住吉?)
- Sengoku (千石?)
- Senda (千田?)
- Takabashi (高橋?)
- Tatsumi (辰巳?)
- Tōyō (東陽?)
- Tokiwa (常盤?)
- Tomioka (富岡?)
- Toyosu (豊洲?)
- Higashisuna (東砂?)
- Hirano (平野?)
- Fukagawa (深川?)
- Fukuzumi (福住?)
- Fuyuki (冬木?)
- Furuishiba (古石場?)
- Botan (牡丹?)
- Minamisuna (南砂?)
- Miyoshi (三好?)
- Mōri (毛利?)
- Morishita (森下?)
- Monzennakachō (門前仲町?)
- Yumenoshima (夢の島?)
- Wakasu (若洲?)